# Volby do Poslanecké sněmovny Parlamentu České republiky 2006
Volby do Poslanecké sněmovny Parlamentu České republiky v roce 2006 se konaly v pátek 2. června a sobotu 3. června. Volební účast dosáhla 64,47 %. Kromě čtyř klasických parlamentních stran se do sněmovny poprvé dostala Strana zelených (naopak US-DEU podle očekávání propadla). Výsledek ukázal disproporční prvky, vnesené do volebního zákona opozičněsmluvními reformami, a dopadl patem – oba bloky vzniklé ve sněmovně (ČSSD a KSČM proti ODS, KDU-ČSL a SZ) získaly po 100 poslancích. Následovalo bezprecedentní období vládní krize a nikam nevedoucích vyjednávání, trvající až do ledna 2007.

## Výsledky

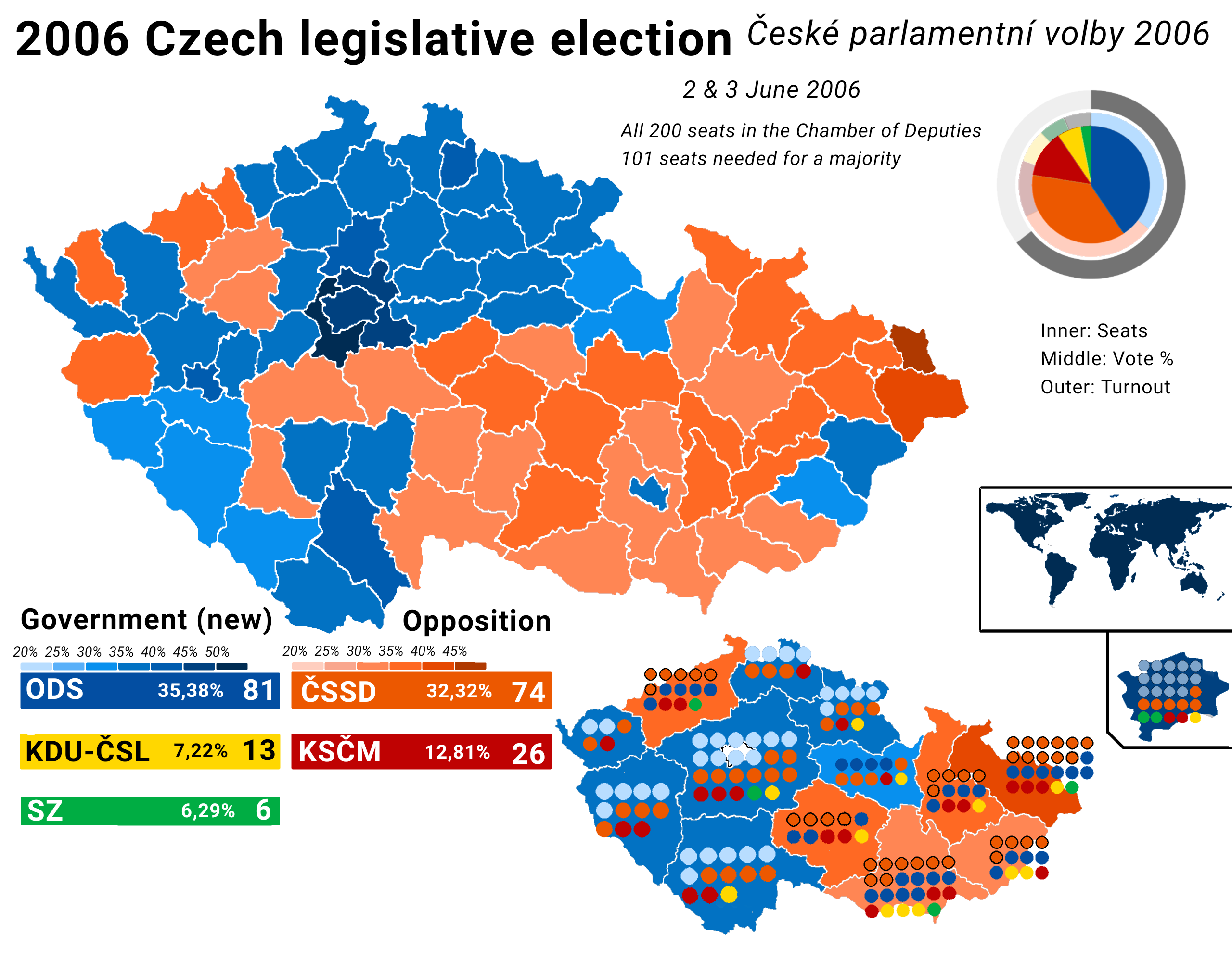
Podrobné výsledky voleb
ODS
ČSSD

|                        | ODS             | ČSSD          | KSČM          | KDU-ČSL                         | SZ            |
| ---------------------- | --------------- | ------------- | ------------- | ------------------------------- | ------------- |
| Volební lídr           | Mirek Topolánek | Jiří Paroubek | Vojtěch Filip | Miroslav Kalousek               | Martin Bursík |
| Hlasů                  | 1 892 475       | 1 728 827     | 685 328       | 386 706                         | 336 487       |
| Procent                | 35,38 % ▲       | 32,32 % ▲     | 12,81 % ▼     | 7,22 % ▼                        | 6,29 % ▲      |
| Mandátů                | 81              | 74            | 26            | 13                              | 6             |
| Předchozí volby (2002) | 24,47 % (58)    | 30,20 % (70)  | 18,51 % (41)  | 14,27 % (31) v koalici s US-DEU | 2,36 % (0)    |

### Celkové výsledky
|         |                                                               |           |       |         |         |
| Subjekt | Subjekt                                                       | Hlasy     | Hlasy | Mandáty | Mandáty |
| Subjekt | Subjekt                                                       | Počet     | %     | Počet   | ±       |
|         | Občanská demokratická strana                                  | 1 892 475 | 35,38 | 81      | +23     |
|         | Česká strana sociálně demokratická                            | 1 728 827 | 32,32 | 74      | +4      |
|         | Komunistická strana Čech a Moravy                             | 685 328   | 12,81 | 26      | -15     |
|         | Křesťanská a demokratická unie - Československá strana lidová | 386 706   | 7,22  | 13      | -9      |
|         | Strana zelených                                               | 336 487   | 6,29  | 6       | +6      |
|         | SNK Evropští demokraté                                        | 111 724   | 2,08  | 0       | -       |
|         | Nezávislí demokraté                                           | 36 708    | 0,68  | 0       | -       |
|         | Nezávislí                                                     | 33 030    | 0,61  | 0       | -       |
|         | Strana zdravého rozumu                                        | 24 828    | 0,46  | 0       | -       |
|         | Pravý blok                                                    | 20 382    | 0,38  | 0       | -       |
|         | Unie svobody – Demokratická unie                              | 16 457    | 0,30  | 0       | -9      |
|         | Právo a Spravedlnost                                          | 12 756    | 0,23  | 0       | -       |
|         | Moravané                                                      | 12 552    | 0,23  | 0       | -       |
|         | Strana Rovnost Šancí                                          | 10 879    | 0,20  | 0       | -       |
|         | Národní strana                                                | 9 341     | 0,17  | 0       | -       |
|         | Koalice pro Českou republiku                                  | 8 140     | 0,15  | 0       | -       |
|         | Koruna Česká                                                  | 7 293     | 0,13  | 0       | -       |
|         | Balbínova poetická strana                                     | 6 897     | 0,12  | 0       | -       |
|         | 4 VIZE                                                        | 3 109     | 0,05  | 0       | -       |
|         | Česká strana národně socialistická                            | 1 387     | 0,02  | 0       | -       |
|         | Helax                                                         | 1 375     | 0,02  | 0       | -       |
|         | Humanistická strana                                           | 857       | 0,01  | 0       | -       |
|         | Folklor i Společnost                                          | 574       | 0,01  | 0       | -       |
|         | Česká pravice                                                 | 395       | 0,00  | 0       | -       |
|         | Liberální reformní strana                                     | 253       | 0,00  | 0       | -       |
|         | České hnutí za národní jednotu                                | 216       | 0,00  | 0       | -       |
| Celkem  | Celkem                                                        | 5 348 976 | 100   | 200     | –       |

### Podrobné výsledky

#### Zvolení poslanci podle politické příslušnosti[2]
| Politický subjekt                                             | Počet poslanců |
| ------------------------------------------------------------- | -------------- |
| Občanská demokratická strana                                  | 81             |
| Česká strana sociálně demokratická                            | 72             |
| Komunistická strana Čech a Moravy                             | 25             |
| Křesťanská a demokratická unie – Československá strana lidová | 13             |
| Strana zelených                                               | 6              |
| nestraníci                                                    | 3              |

#### Výsledky podle krajů (v procentech)
|                      | ODS   | ČSSD  | KSČM  | KDU-ČSL | SZ   | SNK ED |
| -------------------- | ----- | ----- | ----- | ------- | ---- | ------ |
| Praha                | 48,32 | 23,29 | 7,90  | 4,84    | 9,19 | 3,56   |
| Středočeský kraj     | 39,19 | 30,74 | 12,89 | 4,87    | 6,00 | 2,10   |
| Jihočeský kraj       | 36,69 | 30,47 | 13,36 | 8,18    | 5,90 | 1,94   |
| Plzeňský kraj        | 36,46 | 31,69 | 14,03 | 5,65    | 5,91 | 2,04   |
| Karlovarský kraj     | 35,87 | 32,73 | 14,82 | 3,44    | 6,71 | 1,68   |
| Ústecký kraj         | 34,78 | 35,46 | 16,05 | 2,23    | 6,03 | 1,43   |
| Liberecký kraj       | 38,81 | 29,31 | 11,51 | 4,23    | 9,58 | 1,99   |
| Královéhradecký kraj | 37,66 | 30,14 | 11,52 | 6,72    | 6,69 | 3,08   |
| Pardubický kraj      | 33,26 | 32,95 | 12,39 | 8,77    | 6,26 | 2,42   |
| Kraj Vysočina        | 27,67 | 35,35 | 14,66 | 12,16   | 4,89 | 2,00   |
| Jihomoravský kraj    | 30,67 | 32,95 | 13,74 | 11,14   | 6,20 | 1,20   |
| Olomoucký kraj       | 30,29 | 35,44 | 14,86 | 8,26    | 5,51 | 1,14   |
| Zlínský kraj         | 31,68 | 33,28 | 11,25 | 13,02   | 5,07 | 1,99   |
| Moravskoslezský kraj | 28,11 | 40,54 | 13,96 | 7,18    | 4,34 | 1,96   |
| Česká republika      | 35,38 | 32,32 | 12,81 | 7,22    | 6,29 | 2,08   |

#### Rozdělení mandátů podle krajů[3]
|                      | Mandáty | ODS | ČSSD | KSČM | KDU-ČSL | SZ |
| -------------------- | ------- | --- | ---- | ---- | ------- | -- |
| Praha                | 25      | 14  | 6    | 2    | 1       | 2  |
| Středočeský kraj     | 23      | 10  | 8    | 3    | 1       | 1  |
| Jihočeský kraj       | 13      | 6   | 4    | 2    | 1       | 0  |
| Plzeňský kraj        | 11      | 5   | 4    | 2    | 0       | 0  |
| Karlovarský kraj     | 5       | 2   | 2    | 1    | 0       | 0  |
| Ústecký kraj         | 14      | 5   | 6    | 2    | 0       | 1  |
| Liberecký kraj       | 8       | 4   | 3    | 1    | 0       | 0  |
| Královéhradecký kraj | 11      | 5   | 4    | 1    | 1       | 0  |
| Pardubický kraj      | 10      | 4   | 4    | 1    | 1       | 0  |
| Kraj Vysočina        | 10      | 3   | 4    | 2    | 1       | 0  |
| Jihomoravský kraj    | 23      | 8   | 8    | 3    | 3       | 1  |
| Olomoucký kraj       | 12      | 4   | 5    | 2    | 1       | 0  |
| Zlínský kraj         | 12      | 4   | 5    | 1    | 2       | 0  |
| Moravskoslezský kraj | 23      | 7   | 11   | 3    | 1       | 1  |
| Česká republika      | 200     | 81  | 74   | 26   | 13      | 6  |

Mapy výsledků pěti subjektů, které se dostaly do nové sněmovny
ODS
ČSSD
KSČM
KDU-ČSL
SZ

## Předvolební kampaň

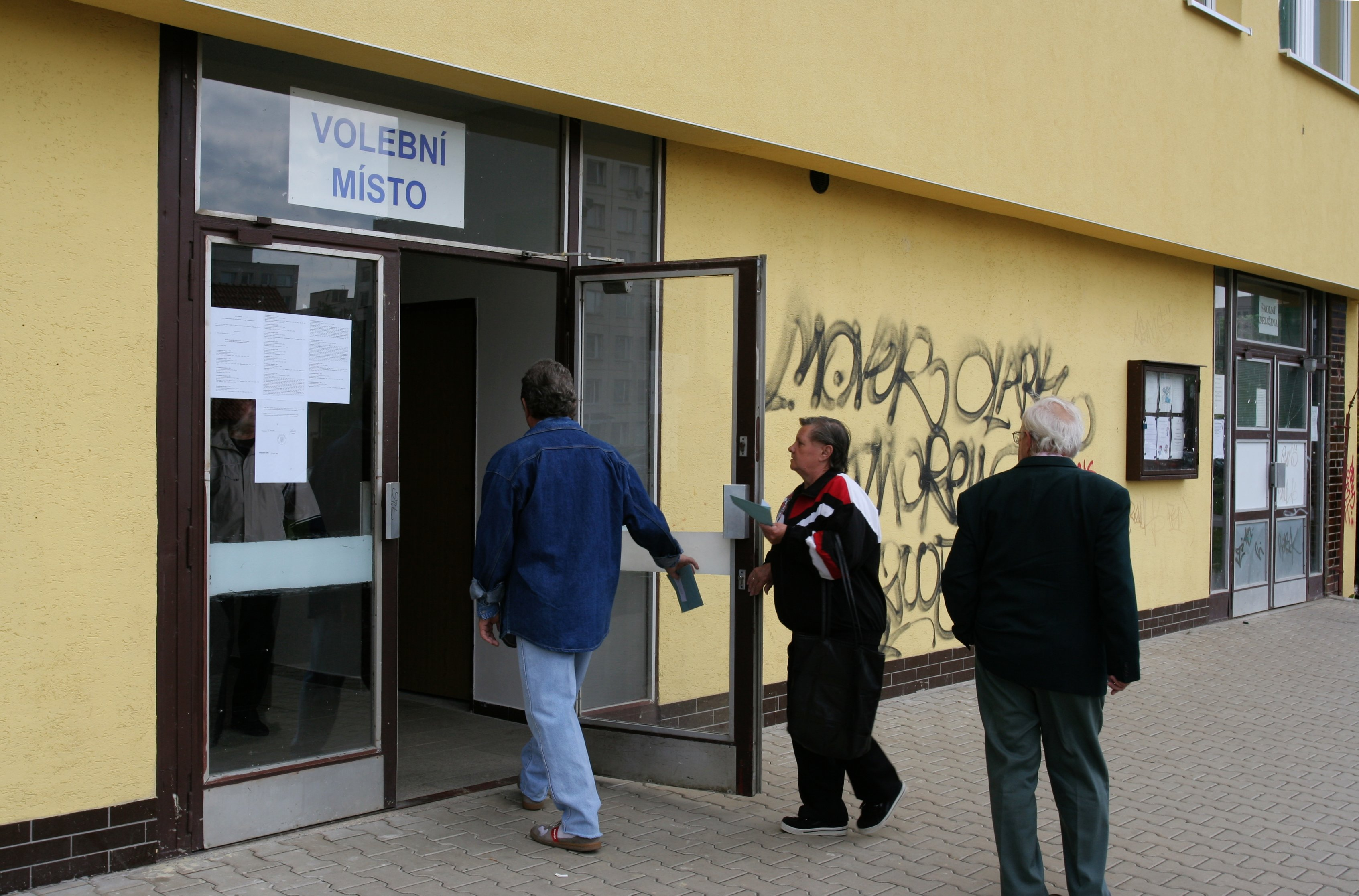
Občané přicházející k parlamentním volbám krátce po otevření volebních místností v pátek 2. června

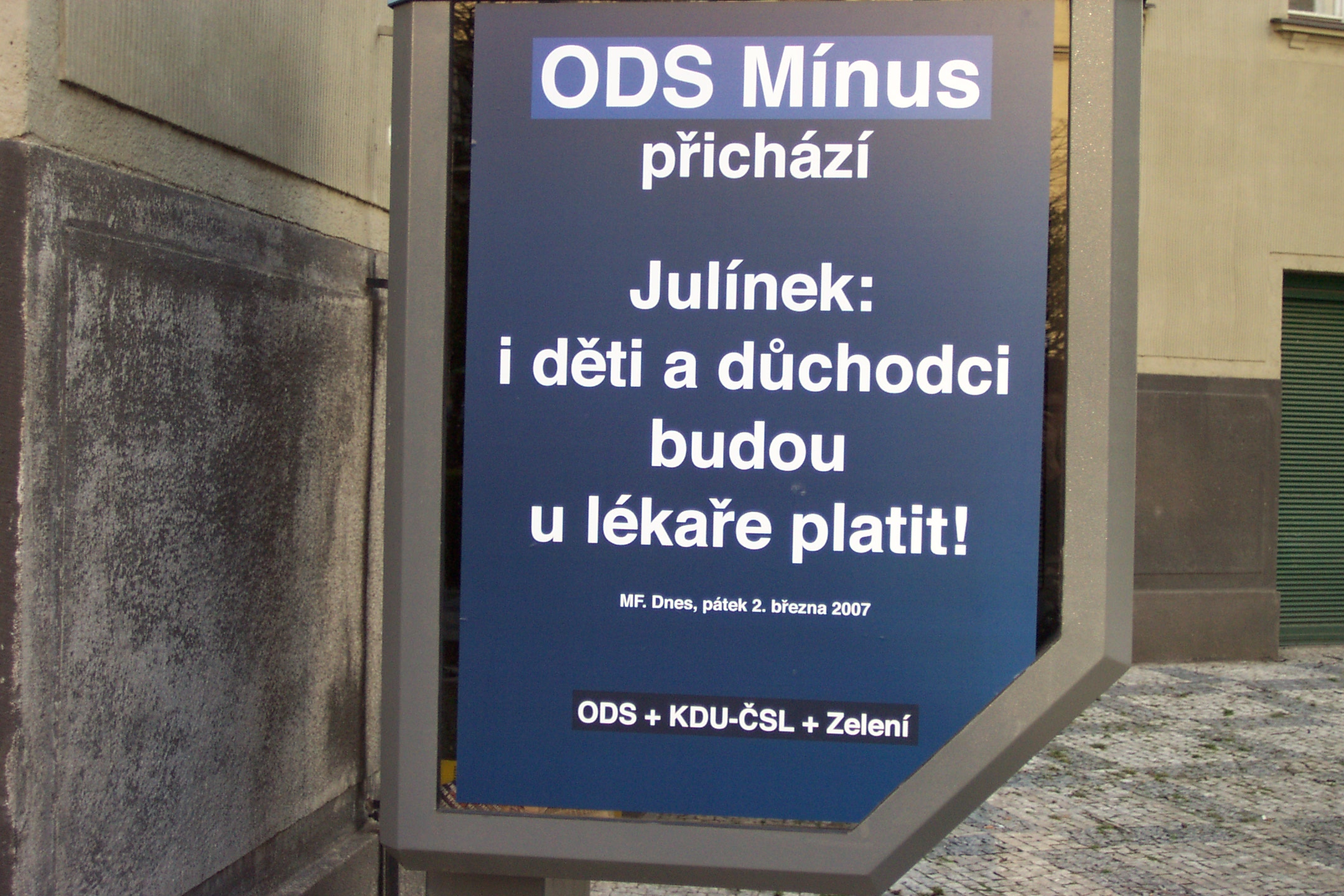
Předvolební kampaň byla označována jako dosud nejtvrdší a také nejšpinavější

Předvolební kampaň byla komentátory často[zdroj?] označována jako dosud nejtvrdší a také nejšpinavější v samostatné České republice. Zásadními rysy kampaně bylo mj. odmítání Ministerstva financí (ministr Bohuslav Sobotka, ČSSD) vyplatit příspěvek za úspěch v komunálních volbách v Praze v roce 2002 straně SNK Evropští demokraté, vzestup preferencí Strany zelených, kolísání preferencí KDU-ČSL a negativní kampaně proti ODS, KDU-ČSL, ČSSD a KSČM. Předvolební význam mělo rovněž schválení zákona o registrovaném partnerství osob stejného pohlaví, o něž usiloval premiér Jiří Paroubek.[zdroj?]
Koncem ledna 2006 překročily volební preference Strany zelených pětiprocentní kvórum, což vyvolalo značnou pozornost médií. ČSSD a její lídr Paroubek na to zareagovali důraznějším upozorňováním na své programové cíle týkající se životního prostředí, růst zelených zároveň vyvolal dohady o možných větších komplikacích při vytváření stabilní vlády.[zdroj?]
Dalším výrazným prvkem byla kampaň recesisticko-protestní Balbínovy poetické strany, která prostřednictvím billboardů zesměšňovala a dehonestovala KDU-ČSL, resp. Miroslava Kalouska osobně. Podle lidovců a některých dalších politiků nezískala Balbínova poetická strana prostředky dary svých příznivců, jak uvádí, nýbrž sloužila jako zástěrka nějakého jiného „neznámého útočníka“ s vlastními politickými zájmy. Podobně billboardy ČSSD s heslem „ODS Minus“ parafrázovaly volební hesla ODS v jednoznačně negativním smyslu. ČSSD si pro tento účel dokonce zaregistrovala volební symbol ODS – modrou turistickou značku. Obě kampaně byly komentátory často vnímány jako nový fenomén svým jednostranně negativním zaměřením vůči konkurenci.
Další zvláštností byl extrémní rozptyl preferencí KDU-ČSL, které prakticky současně prováděné průzkumy dávaly výsledky jak odpovídající dřívějším volbám (9,5 % podle průzkumu CVVM z 20. dubna 2006), tak kolem pětiprocentní hranice pro vstup do sněmovny (4,9 % podle STEM z 19. dubna 2006). Toto kolísání a rozdíly mezi výsledky jednotlivých agentur posílilo spekulace o možné manipulaci veřejným míněním a snaze znejistit voliče lidovců.[zdroj?]

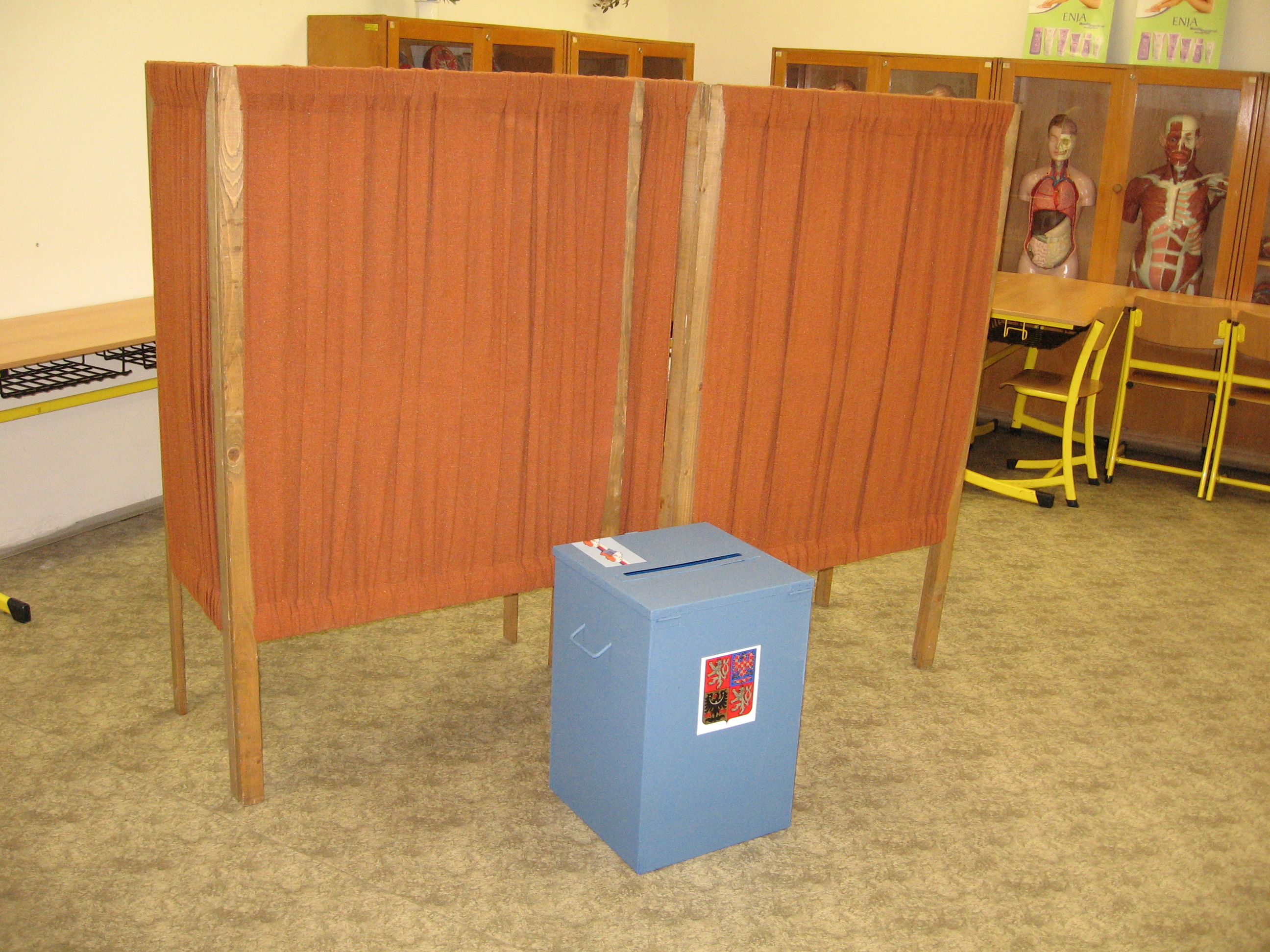
Volební místnost, plenta a urna

Několik dnů před počátkem voleb se v médiích objevila přísně tajná zpráva policisty Jana Kubiceho pro branně bezpečnostní výbor sněmovny, ve které informoval o prorůstání organizovaného zločinu do státní správy. Jednalo se o kopii poslance za KDU-ČSL Pavla Severy, který novinářům umožnil získat svůj výtisk a za tento čin později zaplatil pokutu 25 tisíc korun. Kubiceho zpráva obsahovala mimo jiné informace získané při domovní prohlídce u podnikatele Tomáše Pitra, například materiály o spojení vraždy podnikatele Mrázka se špičkami ČSSD nebo o tom, že Jiří Paroubek „měl k dispozici“ nezletilou dceru podnikatele Ďurička. Paroubek to označil za nepřípustné ovlivňování voleb.
25. května z voleb odstoupila Česká pravice, která vyzvala své příznivce (ve volbách 2002 získala 2041 hlasů – 0,04 %), ať volí ODS; přesto jí bylo odevzdáno celkem 395 platných hlasů (třetí nejnižší výsledek). Prohlášení o odstoupení s výzvou nevolit levici vydala i strana Helax – Ostrava se baví, na rozdíl od ČP ovšem její zmocněnec oficiálně nestáhl kandidátky . Získala pak 1375 hlasů (ve volbách do EP 3366).
Byl zaznamenán jeden případ pokusu o manipulaci voleb. V obci Všestudy členka volební komise za ODS Alena Nedbalová rozdávala v domově důchodců obálky, jež obsahovaly jen kandidátku ODS.

### Agitace soukromých subjektů
Podnikatel Ivan Bičiště vyvěsil u své továrny na Zlíchově padesátimetrovou plachtu s textem Po vítězství KSČSSD prodám ihned a levně: 3000 m² + kanceláře + pozemek + 60 zaměstnanců. E-mail: volby1946@seznam.cz. Na internetové doméně Volby1946.cz dále zveřejnil prohlášení Klementa Gottwalda v tehdejších Živnostenských novinách.
Majitel olomouckého klubu Vertigo čepoval lidem pivo zdarma výměnou za tři lístky KSČM; nasbíral 700. Obchody se sportovním zbožím Rockpoint nabízely 20% slevu za volební lístek KSČM nebo ČSSD. Kavárna na pražských Vinohradech nabízela za volební lístky ČSSD a KSČM kávu zdarma. Dva a půl tisíce volebních lístků KSČM nasbírali organizátoři iniciativy Trikem proti komunismu v rámci soutěže, jejíž výherce získá trička s protikomunistickými motivy.
Objevily se rovněž internetové stránky a kampaně určené pro posílení volební účasti zejména u mladých lidí; implicitním důsledkem a někdy explicitně přiznávaným cílem je snížit výsledky KSČM. Kampaň s názvem Rozhodněte to aneb jít volit je sexy tvořily tři reklamní spoty renomovaných režisérů, vysílané v televizi Óčko, regionálních stanicích a promítané v multikinech; Česká televize je odmítla. Další podobné webové stránky jsou Hodtotam.cz, Pujduvolit.cz, Kohovolit.eu umožňující porovnat vlastní politické preference s hlasováním poslanců v uplynulém volebním období a Hele vol! se soutěží o vymýšlení textů do komiksových bublin od předních českých karikaturistů.

## Kandidující subjekty
Do Poslanecké sněmovny kandidovaly tyto subjekty, podle abecedy:
| Název                                                         | Logo | Volební číslo | Lídr                 | Foto | Poznámka |
| ------------------------------------------------------------- | ---- | ------------- | -------------------- | ---- | --- |
| Balbínova poetická strana                                     |      | 3             | Jiří Hrdina          |      | |
| Česká strana národně socialistická                            |      | 16            | Jiří Stanislav       |      | strana kandidovala pouze ve dvou krajích, ve zbytku republiky podpořila ČSSD |
| Česká pravice                                                 |      | 7             | Michal Simkanič      |      | 25. května odstoupila z voleb s výzvou podpořit ODS |
| Česká strana sociálně demokratická                            |      | 10            | Jiří Paroubek        |      | podpora: Česká strana národně socialistická |
| České hnutí za národní jednotu                                |      | 2             | Jan Skácel           |      | |
| Folklor i Společnost                                          |      | 23            | Miroslav Lejsek      |      | |
| Helax – Ostrava se baví                                       |      | 13            | Gabriela Zimermanová |      | |
| Humanistická strana                                           |      | 19            | Jan Tamáš            |      | |
| Koalice pro Českou republiku                                  |      | 21            | Radoslav Štědroň     |      | koalice Strany práce, Demokratické unie České republiky, Hnutí na podporu dobrovolných hasičů a dalších dobrovolníků, Klubu angažovaných nestraníků, Masarykovy demokratické strany, Nezávislé iniciativy a Strany drobných živnostníků a podnikatelů |
| Komunistická strana Čech a Moravy                             |      | 20            | Vojtěch Filip        |      | podpora: Strana demokratického socialismu |
| Koruna Česká (monarchistická strana Čech, Moravy a Slezska)   |      | 8             | Václav Srb           |      | |
| Křesťanská a demokratická unie – Československá strana lidová |      | 24            | Miroslav Kalousek    |      | |
| Liberální reformní strana                                     |      | 4             | Milan Hamerský       |      | |
| Moravané                                                      |      | 17            | Milan Trnka          |      | |
| Národní strana                                                |      | 22            | Petra Edelmannová    |      | podpora: Republikáni Miroslava Sládka |
| Nezávislí                                                     |      | 6             | František Zwyrtek    |      | |
| Nezávislí demokraté                                           |      | 25            | Vladimír Železný     |      | |
| Občanská demokratická strana                                  |      | 9             | Mirek Topolánek      |      | |
| Právo a Spravedlnost                                          |      | 5             | Petr Valeš           |      | |
| SNK Evropští demokraté                                        |      | 11            | Jana Hybášková       |      | podpora: Spojení demokraté – Sdružení nezávislých |
| Strana Rovnost Šancí                                          |      | 26            | Zdeňka Ulmannová     |      | |
| Strana zdravého rozumu                                        |      | 1             | Petr Hannig          |      | |
| Strana zelených                                               |      | 18            | Martin Bursík        |      | |
| Unie svobody – Demokratická unie                              |      | 12            | Pavel Němec          |      | |
| Volte Pravý blok                                              |      | 14            | Petr Cibulka         |      | |
| 4 VIZE - www.4vize.cz                                         |      | 15            | Zdeněk Macura        |      | |

## Bezprostřední reakce na výsledky voleb
Předseda ČSSD Jiří Paroubek v projevu po půl deváté, kdy se ještě domníval, že ČSSD bude mít spolu s KSČM 101 mandátů (rozhodlo až v pozdních hodinách sečtení pravicově volících občanů v zahraničí, jejichž hlasy byly připočítávány k výsledku Jihočeského kraje) odmítl uznat výsledky voleb, napadl ODS a její „agenty přisluhovače“ pro manipulaci voleb, některá média (včetně veřejnoprávních) pracující „v žoldu“ ODS a opět obvinil Jana Kubiceho ze lží a ovlivnění voleb. Oznámil, že zváží podání žaloby na regulérnost voleb u Nejvyššího správního soudu. Současný vývoj v Česku přirovnal k únoru 1948. KSČM toto stanovisko ústy svého předsedy nejprve podpořila, posléze od této podpory ale ustoupila a prohlásila, že akceptuje výsledek voleb. Sám Paroubek se později za své vystoupení omluvil.
Představitelé jiných stran obvinění odsoudili. Místopředseda ODS Petr Nečas řekl: „Byla to vzteklá slova poraženého člověka, který se bojí a má panickou hrůzu z toho, že přijde o moc.“ Martin Bursík ze Strany zelených označil za neuvěřitelné, že podobný projev slyšel od vrcholného politika v demokratickém státě, a řekl, že slova agent nebo přisluhovač slyšel naposledy ráno v dokumentu o politickém soudním procesu s Miladou Horákovou; prohlásil, že SZ odmítá s ČSSD jednat („nebudeme jim zvedat telefony“).
Klaus na další mimořádné konferenci po desáté večer odsoudil Paroubkovo srovnání situace s komunistickým převratem a zopakoval, že v pondělí bude jednat s předsedou ODS Mirkem Topolánkem.
Krajský lídr Strany zelených Petr Pávek podal stížnost k Nejvyššímu správnímu soudu; metoda přepočítání hlasů na mandáty byla podle něj neústavní a znevýhodňovala malé strany. Celkem bylo podáno 60 stížnosti.